# Chapelle Saint-Mathieu de Bannalec
La chapelle Saint-Mathieu de Troganvel dite Loc-Mahé, date du XVe siècle. 
Elle est restaurée en 1860 avant de tomber dans l'oubli jusqu'au milieu du XXe siècle,. Une nouvelle restauration commence en 1952 qui durera environ un quart de siècle,.

## Description
Sur le côté sud du bâtiment a été bâtie une chapelle avec des fenêtres en arc brisé qui se rapproche de celle du chœur.
Sur la fenêtre du chevet peut être observé les blasons des principaux seigneurs de Bannalec, ce qui permet la datation de la chapelle au premier quart du XVe siècle. On peut aussi y retrouve une fontaine de dévotion ainsi que des statues anciennes en bois polychrome.